# Lambton—Kent
Pour les articles homonymes, voir Lambton (homonymie) et Kent (homonymie).
Lambton—Kent était une circonscription électorale fédérale de l'Ontario, représentée de 1935 à 1979.
La circonscription de Lambton—Kent a été créée en 1933 d'une partie de la circonscription de Kent, Lambton-Est et Lambton-Ouest. Abolie en 1976, elle fut redistribuée parmi Essex—Kent, Kent et Lambton—Middlesex.

## Géographie
En 1966, la circonscription de Lambton—Kent comprenait:
- Une partie du comté de Kent
  - Les cantons de Camden, Chatham, Dover, Harwich, Howard, Orford et Zone
- Une partie du comté de Lambton
  - Les cantons de Brooke, Dawn, Euphemia, Enniskillen et Sombra
- La réserve indienne de Walpole Island

## Députés
1. 1935-1957 — Hugh Alexander Mackenzie, PLC
2. 1957-1962 — Ernest John Campbell, PC
3. 1962-1963 — John W. Burgess, PLC
4. 1963-1972 — Mac Thomas McCutcheon, PC
5. 1972-1979 — J. R. Bob Holmes, PC

- PC = Parti progressiste-conservateur
- PLC = Parti libéral du Canada